# 川辺町立川辺小学校上川辺分校
川辺町立川辺小学校上川辺分校 （かわべちょうりつ　かわべしょうがっこう　かみかわべぶんこう）は、かつて岐阜県加茂郡川辺町に存在した公立小学校の分校。

## 概要
- 川辺小学校（現・川辺西小学校）の分校であり、校区は上川辺であった。1976年に分校とは廃校となったが、川辺小学校内に川辺小学校上川辺分教室として移転。1977年に川辺小学校上川辺分教室と下麻生小学校を統合し、川辺北小学校が新設された。

## 沿革
- 1873年（明治6年）4月 - 上川辺村に誠道義校が開校する。金昌寺[注釈 1]を仮校舎とする。
- 1877年（明治10年） - 上川辺学校に改称する。
- 1889年（明治22年）7月1日 - 上川辺村と下麻生村が合併し、麻川村が発足。同時に下麻生簡易科小学校に統合され、上川辺分教場となる。
- 1893年（明治26年）4月27日 - 麻川村が分割され、上川辺村と下麻生村となる。同時に上川辺分教場は川辺尋常高等小学校に移る。
- 1897年（明治30年）4月1日 - 川辺村と上川辺村が合併し、川辺町が発足。
- 1898年（明治31年）4月 - 川辺尋常高等小学校に統合され、廃止。
- 1899年（明治32年）2月 - 上川辺分教場を設置。
- 1901年（明治34年） - 上川辺尋常小学校として独立する。
- 1909年（明治42年） - 川辺尋常小学校に統合され、上川辺分教場となる（尋常科1～4年）。
- 1910年（明治43年） - 新築移転。
- 1941年（昭和16年）4月1日 - 川辺国民学校上川辺分教場となる（1～4年）。
- 1947年（昭和22年）4月1日 - 川辺町立川辺小学校に上川辺分校となる（1～4年）。
- 1976年（昭和51年）3月31日 - 廃校。児童は川辺小学校内に設置された、川辺町立川辺小学校上川辺分教室に移る。
- 1977年（昭和52年）3月31日 - 川辺小学校上川辺分教室を廃止。